# Herman Johannes Lam

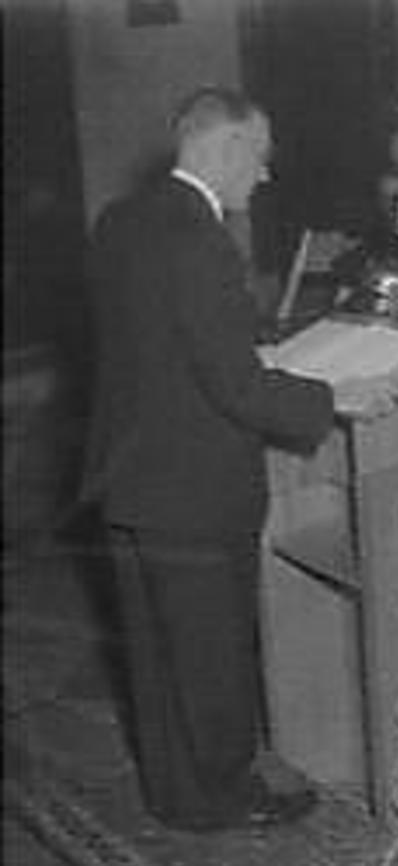
Herman Johannes Lam während einer Rede

Herman Johannes Lam (* 3. Januar 1892 in Veendam; † 15. Februar 1977 in Leiden) war ein niederländischer Botaniker. Sein botanisches Autorenkürzel lautet „H.J.Lam“.

## Leben
Herman Johannes war der Sohn des Chemielehrers Anske Lam (* 1. Mai 1860 in Leeuwarden; † 20. September 1918 in Den Haag) und dessen Frau Margien Winter (* 14. Juli 1865 in Groningen; † 13. Februar 1932 in Den Haag). Da sein Vater eine Stelle in Rotterdam erhielt, besuchte er ab 1898 die Grundschule und 1904 das dortige Erasmusgymnasium. Im September 1911 bezog er die Universität Utrecht, um Biologie zu studieren. Am 24. Juni 1914 bestand er sein Kandidatenexamen und wurde im Ersten Weltkrieg zum Militär eingezogen. Durch die Unterstützung seines Lehrers Friedrich August Ferdinand Christian Went konnte er im Winter 1917 seine Studien fortsetzen und promovierte am 7. April 1919 unter August Adriaan Pulle (1878–1955) mit dem Thema The Verbenaceae of the Malayan Archipelago (deutsch: Die Eisenkrautgewächse auf dem malaiischen Archipel) zum Doktor der Philosophie. Einige Wochen später ging er nach Niederländisch-Indien, wo er als botanischer Assistent am Herbarium des botanischen Gartens von Bogor arbeitete. Während jener Zeit entwickelte sich Lam zu einer anerkannten Autorität auf dem Gebiet der malaiischen Pflanzenwelt.
So führten ihn zwei Expeditionen 1920/21 nach Neuguinea und 1926 auf die Molukken sowie nach Sulawesi. Auch wurde er Mitglied einiger dortiger botanischer Vereinigungen. Nachdem er 1930 am Herbarium zum Botaniker befördert worden war, erhielt er im Juli 1932 eine außerordentliche Professur der Botanik an der medizinischen Hochschule in Jakarta und wurde im Dezember desselben Jahres Direktor des Treub-Laboratoriums in Bogor. Am 26. Mai 1933 wurde er auf die außerordentliche Professur der systematischen Botanik an die Universität Leiden berufen, welche er am 1. August desselben Jahres antrat und am 10. November die Einführungsrede Over indeeling, verwantschap en verspreiding der planten (deutsch: Über die Einteilung, Verwandtschaft und Verbreitung der Pflanzen) hielt. Während der deutschen Besetzung der Niederlande im Zweiten Weltkrieg legte er am 28. Januar 1943 seine Professur nieder. Nach der Restaurierung der Leidener Hochschule wurde er am 28. August 1945 als ordentlicher Professor der Botanik in Leiden angestellt und damit verbunden wurde er zum Direktor des Rijksherbariums ernannt.
In seiner Leidener Zeit entwickelte er das Rijksherbarium zum internationalen Zentrum der Erforschung tropischer Pflanzenarten. Lams Forschungen versuchten die taxonomischen und geographischen Fakten im Fokus der Evolutionstheorie zu verbinden. Im Akademiejahr 1958/59 wurde er Rektor der Alma Mater, in welcher Eigenschaft er am 9. Februar 1959 die Reaktorratsrede De groene blos der aarde (deutsch: Das grüne Blut der Erde) hielt. Lam war Mitglied vieler Verbände und Institutionen der botanischen Wissenschaftswelt. So zum Beispiel wurde er 1954 Mitglied der Koninklijke Hollandsche Maatschappij der Wetenschappen in Haarlem, 1957 Honorarmitglied der Botanical Society of Scotland in Edinburg, 1959 ausländisches Mitglied der Koninklijke Vlaamse Academie van België voor Wetenschappen en Kunsten, 1960 Mitglied des UNESCO-Komitees für Feuchttropenforschung und 1960 Mitglied der königlich niederländischen Akademie der Wissenschaften.
Am 1. September 1962 wurde er aus seiner Professur emeritiert.
Lam war drei Mal verheiratet. Seine erste Ehe schloss er am 23. April 1919 mit Johanna Lina Margaretha de Bruine (* 18. November 1894 in Rotterdam; † 17. Oktober 1981 in Den Haag). Die Ehe blieb kinderlos. Nachdem er sich 1921 scheiden ließ, ging er am 3. Juni 1922 in Bandung seine zweite Ehe mit Cornelia Josephine Blanche Moorrees (* 3. April 1886 in Soerakarta; † 21. Dezember 1965 in Leiden). Aus der Ehe stammt die Tochter Ellen Hermine Lam (* 18. Dezember 1925 in Buitenzorg), welche sich am 5. Juli 1951 mit dem Ökonomen Willem Karel Hendrik Mertens (* 16. November 1921 in Arnhem; † 8. Dezember 2009 in Bergen) verheiratete. Seine dritte Ehe schloss er am 19. Januar 1967 mit Johanna Hendrika van Drunick (* 30. April 1921; † 25. Februar 2013 in Leiden). Die Ehe blieb ebenfalls kinderlos.

## Ehrungen
1954 erhielt er die Ehrendoktorwürde der University of Western Australia in Perth, wurde 1929 Offizier des Ordens von Oranje Nassau und 1962 Ritter des Ordens vom niederländischen Löwen.
Die Pflanzengattungen Lamechites Markgr. aus der Familie der Hundsgiftgewächse (Apocynaceae), Lamiodendron Steenis aus der Familie der Trompetenbaumgewächse (Bignoniaceae) und Lamiofrutex Lauterb. aus der Familie der Mahagonigewächse (Meliaceae) sind nach ihm benannt.

## Werke (Auswahl)
- The Verbenaceae of the Malayan Archipelago : together with those from the Malayan Peninsula, the Philippines, the Bismarck-Archipelago, and the Palau-, Marianne- and Caroline-Islands. Groningen 1919.
- Fragmenta Papuana. Jakarta 1927–1929.
- Miangas. Batavia 1932.
- Natuurwetenschap, botanie en mensch. Buitenzorg 1932.
- Over indeeling, verwantschap en verspreiding der planten. Den Haag 1933.
- Materials towards a study of the flora of the island of New Guinea. Leiden 1934.
- Phylogenetic symbols, past and present. Being an apology for genealogical trees. Leiden 1936.
- Evolutie, een poging tot synthese in algemeen begrijpelijke vorm. Leiden 1946.
- Nederlands Nieuw-Guinee op de tweesprong. Schiedam 1950.
- Land, volk en wetenschap in de Stille Oceaan, Nieuw-Zeeland, Fiji, Nieuw-Caledonië, Hawaii. Den Haag 1950.
- Nieuw-Guinea en wij. De opbouw zal zwaar en langzaam zijn. Hilversum 1950.
- Carolus Linnaeus, 1707–1778. Rotterdam 1957.
- De groene blos onzer aarde. Leiden 1959.
- Denkbeelden over het ontstaan der Angiospermen. Brüssel 1961.